# Himlabadet

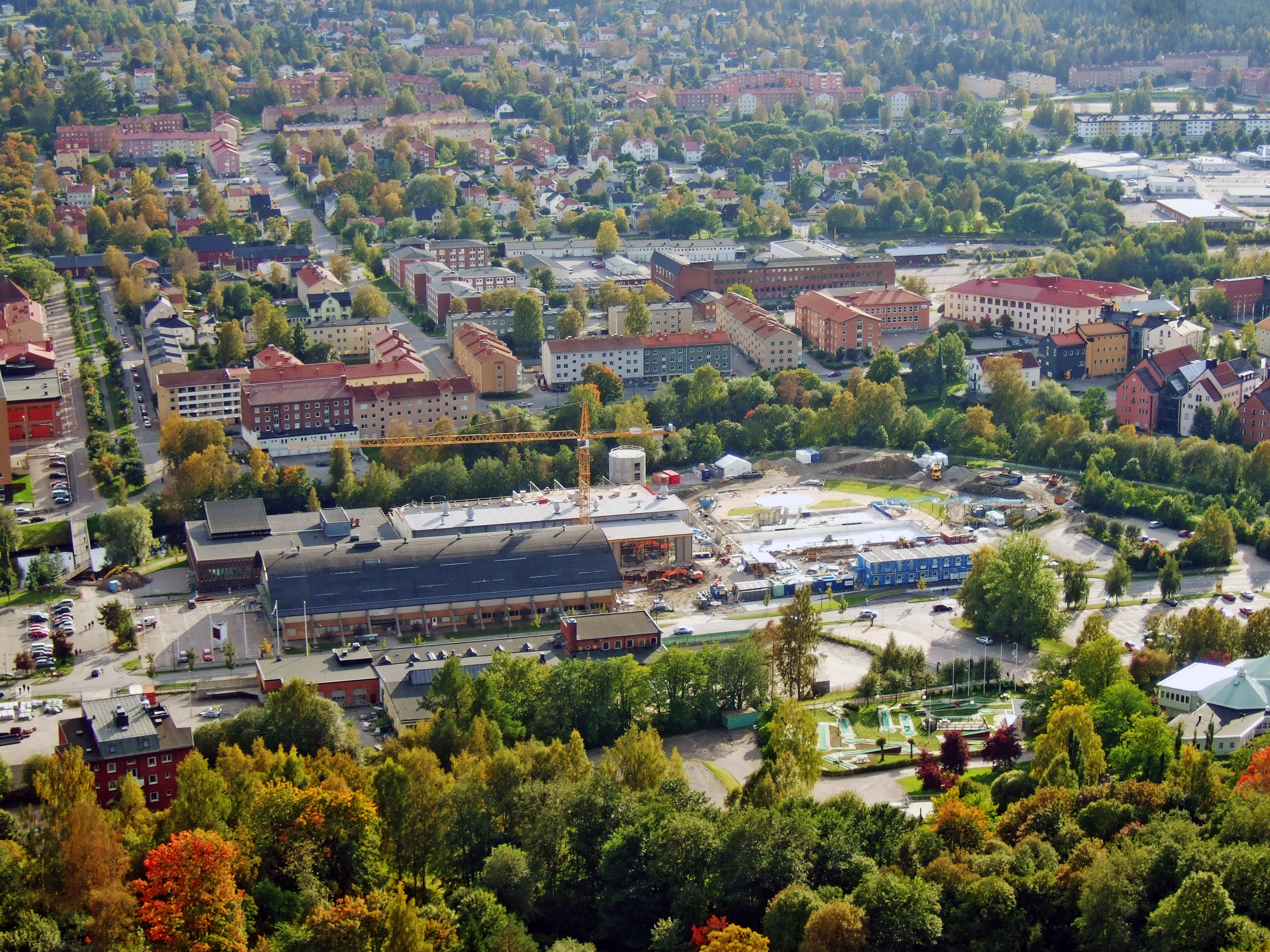
Bygget av Himlabadet 2009.

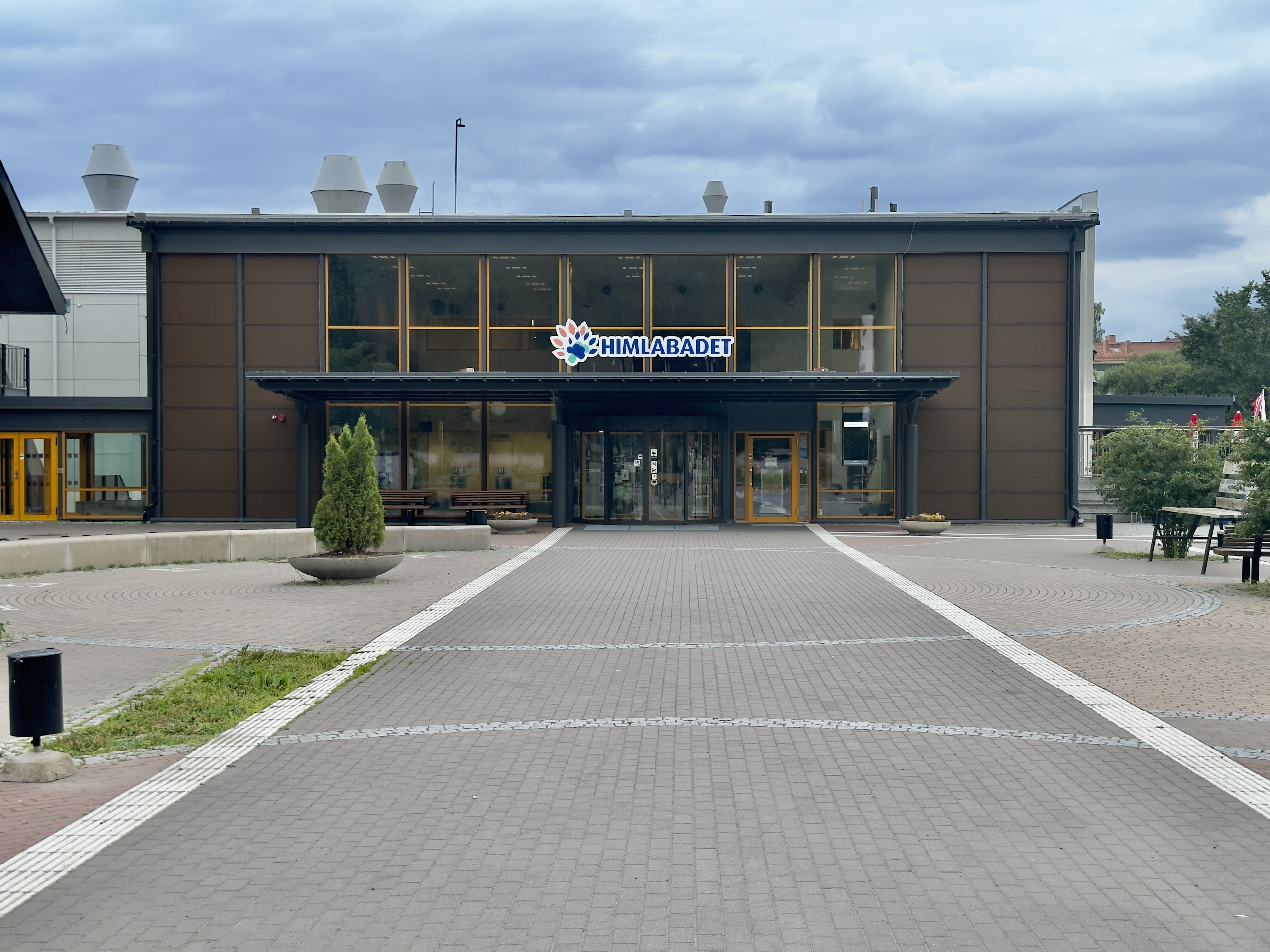
Entrén till Himlabadet.

Himlabadet är ett badhus och äventyrsbad i Sundsvall som invigdes 10 juni 2010. Badet hade under 2019 över 500 000 besökare.
Himlabadet byggdes i direkt anslutning till Sundsvalls sporthall med befintlig simhall och utomhusbad (Sporthallsbadet från 1971). 2018 byggdes en ny simhall (som ersatte den gamla) för träning, motion och tävling.
Under byggtiden blev Himlabadet mycket omdiskuterat i media på grund av att kostnaderna för badet skenade iväg och i slutänden blev 200 miljoner högre än budgeterat.

## Avdelningar
Himlabadet har ett äventyrsbad och en relaxavdelning, ett motionsbad och ett utebad. Här finns också restaurang och kafé.

### Äventyrsbad
Äventyrsbadet har tre vattenrutschbanor där den längsta har en längd på 133 meter. Istället för en klassisk grotta finns en kolmila med varmpool. 6 juli 2010 invigdes anläggningens surfmaskin Surfstream. Åldersgränsen för denna är 7 år och kräver en längd på 125 cm. I Äventyrsbadet finns också en vattenrutschkana, klättervägg och ett badområde för småbarn. Några månader efter invigningen var den kortaste och snabbaste vattenrutschbanan Turbo stängd en tid på grund av olyckstillbud.

### Relax
Badets relaxavdelning ligger på badets ovanvåning. Här finns två terrasser, en inglasad och en uteterrass med varmpool. Här finns också flera sorters bastu.

### Multibassäng
Varm bassäng med höj- och sänkbar botten för vattenträning, babysim och simskola.

### Motions- och träningsbassäng
2018 invigdes den nya tränings- och motionsbassängen, som ersatte det gamla Sporthallsbadet från 1971. Bassängen är 25×25 meter och rymmer 12 träningsbanor och 10 tävlingsbanor med möjlighet att anpassa banornas bredd. Bassängdjupet är från 1,2 meter till 2 meter. Här bedriver Sundsvalls simsällskap sin verksamhet.

### Utebad
Utomhusbadet invigdes 1971 och här finns tre bassänger; en 50-metersbassäng, en mellanbassäng samt en plaskbassäng för de minsta. Intill finns stora grönområden, lekpark, servering och kiosk. Här har sim-SM arrangerats flera gånger av Sundsvalls SS.